# Pinus balfouriana
Pinus balfouriana Grev. et Balf. ex Murray – gatunek drzewa iglastego z rodziny sosnowatych (Pinaceae). P. balfouriana jest blisko spokrewniona z sosną ościstą (P. aristata) oraz z sosną długowieczną (P. longaeva). Niektórzy botanicy zaliczają je do tego samego gatunku, inni uznają, że mają jedynie wspólnego przodka. Gatunki te odróżniają się głównie obszarem występowania. P. balfouriana występuje w USA w stanie Kalifornia.

## Morfologia
PokrójDrzewo o koronie szeroko stożkowatej lub nieregularnej.
PieńProsty lub pochylony, osiąga 22 m wysokości i 2,6 m średnicy. Kora szara do cynamonowej, głęboko spękana.
LiścieIgły zebrane po 5 na krótkopędach. Osiągają 1,5–4 cm długości i 1–1,4 mm grubości.
SzyszkiSzyszki męskie jajowate, długości 6–10 mm. Szyszki żeńskie długości 6–9(11) cm, prawie siedzące. Nasiona o rozmiarze do 10 mm, opatrzone skrzydełkiem długości 10–12 mm.

## Biologia i ekologia
P. balfouriana to drzewo wiatropylne. Szyszki nasienne dojrzewają w ciągu 2 lat od zapylenia, uwalniają nasiona i opadają wkrótce potem. Igły pozostają na drzewie przez 10–30 lat. W liściu znajduje się jedna wiązka przewodząca i 2 kanały żywiczne. Jest drzewem wolno rosnącym, długowiecznym. Odnotowano okaz podgatunku austrina, który dożył 2110 lat, przy czym nie prowadzono systematycznych badań, więc możliwe, że żyją starsze drzewa. Zakłada się, że drzewa te mogą osiągać wiek 2500–3000 lat.
Pinus balfouriana występuje w piętrze subalpejskim. Podgatunek typowy występuje na północy zasięgu w Górach Klamath, na wysokości 1525–1830 m n.p.m. Tworzy stanowiska otwarte lub zwarte, jednogatunkowe do mieszanych. Podgatunek austrina tworzy jednogatunkowe (lub prawie) stanowiska w południowych górach Sierra Nevada, na wysokościach 2750–3650 m n.p.m.. Populacje na północy zasięgu, skupione na stosunkowo odległych od siebie szczytach, z których niewiele osiąga powyżej 2000 m wysokości, są izolowane i ulegają dryfowi genetycznemu. W konsekwencji populacje te różnią się od siebie bardziej niż populacje na południu zasięgu.
Sosna ta jest sporadycznie gospodarzem rośliny pasożytniczej Arceuthobium cyanocarpum (pasożyt pędowy). Zainfekowane drzewa z podgatunku subsp. balfouriana znaleziono w północnej Kalifornii.

## Systematyka i zmienność

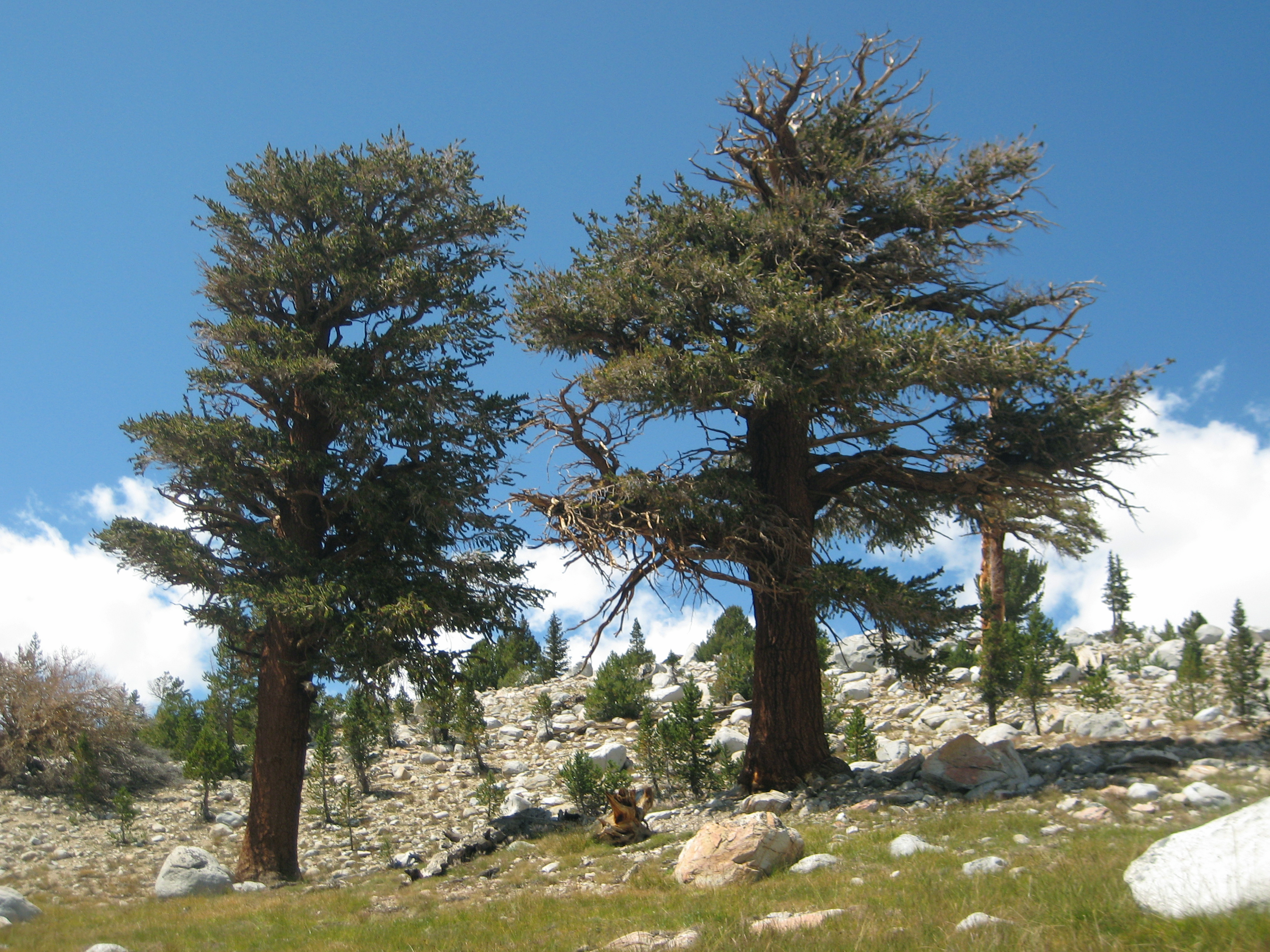
Podgatunek austrina

Pozycja gatunku w obrębie rodzaju Pinus:
- podrodzaj Strobus
  - sekcja Parrya
    - podsekcja Balfourianae
      - gatunek P. balfouriana

Wyróżnia się dwa podgatunki:
- P. balfouriana subsp. balfouriana – Góry Klamath,
- P. balfouriana subsp. austrina R. Mastrogiuseppe et J. Mastrogiuseppe – góry Sierra Nevada.

## Zagrożenia i ochrona
Początkowo Międzynarodowa Unia Ochrony Przyrody przyznała temu gatunkowi kategorię zagrożenia LR/cd (Lower Risk/conservation dependent, według klasyfikacji v2.3), uznając go za gatunek mniej zagrożony, o niskim ryzyku wymarcia, zależnym od podjętych działań ochronnych. Następnie, w 2013 roku przyznano mu kategorię NT (near threatened, według klasyfikacji v3.1). Zagrożeniem dla gatunku jest znaczne rozczłonkowanie zasięgu w połączeniu z niewielkim obszarem zajmowanym przez poszczególne populacje (stanowiska o powierzchni do 4 km²) i całość gatunku łącznie (136 km²). Liczebność populacji jest stabilna i nie ma symptomów jej zmniejszania w przeciągu ostatnich kilku wieków.
Prawie wszystkie stanowiska podgatunku austrina podlegają ochronie, gdyż znajdują się w obrębie Parku Narodowego Sekwoi i Parku Narodowego Kings Canyon.

## Choroby
P. balfouriana jest podatna na rdzę wejmutkowo-porzeczkową, chorobę wywoływaną przez grzyb Cronartium ribicola.